# Râul Crucea, Râșcuța
Râul Crucea este un afluent al râului Râșcuța. 

## Hărți
- Harta județului Suceava